# Sula (Møre og Romsdal)
Sula è un comune norvegese della contea di Møre og Romsdal.